# Illusion of Gaia
Illusion of Gaia é um jogo eletrônico de Ação/RPG que foi lançado no dia 1 de Janeiro de 1994 para o Super Nintendo. Foi desenvolvido pela Quintet, publicado pela Enix no Japão e publicado pela Nintendo mundialmente, o jogo foi nomeado Illusion of Time na Europa e foi oficialmente lançado em inglês, francês, espanhol e alemão.
Illusion of Gaia é considerado como o segundo jogo na série Soul Blazer (que consiste em Soul Blazer, Illusion of Gaia e Terranigma). Enquanto há muitas similaridades tanto na jogabilidade e o enredo entre os três títulos, eles não são reconhecidos oficialmente como uma trilogia.

## Recepção
O site IGN incluiu o jogo na posição de número 78 no ranking dos "100 melhores RPGs de todos os tempos" (Top 100 RPGs of All Time).